# Ребекка Шортен
Ребекка Шортен (25 листопада 1993 , Белфаст ) — британська веслувальниця, срібна призерка Олімпійських ігор 2024 року, чемпіонка світу та Європи.

## Виступи на Олімпіадах
| Олімпіада  | Дисципліна | Місце |
| ---------- | ---------- | ----- |
| Токіо 2020 | четвірки   | 4     |
| Париж 2024 | четвірки   | 2     |

## Зовнішні посилання
- Ребекка Шортен на сайті FISA.